# Lô Hoắc
Lô Hoắc hay Lư Hoắc chữ Hán giản thể: 炉霍县, Hán Việt: Lô Hoắc huyện, tên cũ là Hoắc Nhĩ Chương Cố) là một huyện thuộc Châu tự trị dân tộc Tạng Cam Tư, tỉnh Tứ Xuyên, Cộng hòa Nhân dân Trung Hoa. Huyện này có dân số năm 1999 là 37.843 người.. Huyện Lô Hoắc có mã số bưu chính 626500. Huyện này có độ cao so với mực nước biển là 3050–5484 m, huyện lỵ tại trấn Tân Đô.